# 피터 제임스 브라이언트
피터 제임스 브라이언트(영어: Peter James Bryant)는 미국의 배우이다. 드라마 《리버데일》에서 웨더비 교장 역으로 출연하였다. 《애로우: 어둠의 기사》, 《레전즈 오브 투모로우》에서도 출연했다.